# San Pietro Sovera
San Pietro Sovera è una frazione del comune italiano di Carlazzo definito dalla propria distinta parrocchia.

## Storia
Le più antiche testimonianzhe scritta di San Pietro Sovera risalgono al XIII secolo, quando la località faceva parte delle dipendenze della pieve di Porlezza.

## Infrastrutture e trasporti
Dal 1884 al 1939 è stata attiva una linea ferroviaria che univa Porlezza al comune lariano di Menaggio; nell'attuale territorio comunale sorgeva la stazione di San Pietro.